# San Nicolás (Jacala de Ledezma)
San Nicolás es una localidad de México localizada en el municipio de Jacala de Ledezma en el estado de Hidalgo.

## Geografía
Se encuentra en la región geográfica de la Sierra Gorda. A la localidad le corresponden las coordenadas geográficas 20°56′45.057″ de latitud norte y 99°9′53.128″ de longitud oeste, con una altitud de 1029 m s. n. m. Cuenta con un clima semicálido subhúmedo con lluvias en verano, de menor humedad.
En cuanto a fisiografía se encuentra en la provincia de la Sierra Madre Oriental, dentro de la subprovincia del Carso Huasteco; su terreno es de sierra. En lo que respecta a la hidrografía se encuentra posicionado en la región del Pánuco, dentro de la cuenca el río Moctezuma, y en la subcuenca del río Amajac.

## Demografía
En 2020 registró una población de 664 personas, lo que corresponde al 5.40 % de la población municipal. De los cuales 291 son hombres y 373 son mujeres.
| Gráfica de evolución demográfica de San Nicolás entre 1900 y 2020 |
|                                                                   |
| Población registrada por los censos y conteos del INEGI.          |